# تشاه مجنغ (درونة)
تشاه مجنغ (بالفارسية: چاه مجنگ) هي قرية تقع في إيران في قسم درونة الريفي. يقدر عدد سكانها بـ 150 نسمة بحسب إحصاء 2016.